# Ragnar Borgedahl
Björn Ragnar Borgedahl, född 10 december 1949 i Stockholm, död 5 juni 2017, var en svensk musiker inom proggrörelsen, mest känd för låten "Hum, hum från Humlegårn" från 1974.
Borgedahls musikkarriär inleddes under tidigt 1970-tal då han spelade in några låtar på en rullbandspelare i en källarlokal i Tegnérlunden, där han arbetade som portvakt. Låtarna skickades till radioprogrammet Bandet går (ett slags dåtida motsvarighet till P3 Demo). Låten "Hum, hum från Humlegårn" spelades flitigt och han blev erbjuden ett skivkontrakt.
Han debuterade 1974 med albumet Hum, hum från Humlegårn vilket 1976 följdes av Sagan om verkligheten och 1979 av singeln Mullvaden. Han avslutade sedan sin karriär som musiker och drev därefter en videobutik.
Han blev dock åter aktuell 2003 när Lars Winnerbäck fick en hit med "Hum, hum från Humlegården", vilket ledde till att även Borgedahls version gavs ut på nytt.
Ragnar Borgedahl grundade även videobutiken Casablanca på Sveavägen i Stockholm. 

## Diskografi

### Studioalbum
- 1974 – Hum, hum från Humlegårn (Musiklaget MLLP 4)
- 1976 – Sagan om verkligheten (Musiklaget MLLP 7)

### Singlar

#### Mullvaden/Fula kulor i pungen(1979)
Sida A
1. "Mullvaden" – 2:48

Sida B
1. "Fula kulor i pungen" – 4:05

### Fotnoter
1. ↑  Dödsannons i Dagens nyheter 9 juli 2017
2. ↑  ”Ragnar Borgedahl”. Svensk Filmdatabas. http://www.sfi.se/sv/svensk-filmdatabas/Item/?type=PERSON&itemid=385928&ref=%2ftemplates%2fSwedishFilmSearchResult.aspx%3fid%3d1225%26epslanguage%3dsv%26searchword%3dragnar+borgedahl%26type%3dPerson%26match%3dBegin%26page%3d1%26prom%3dFalse. Läst 15 juni 2012.
3. 1 2 3  ”Ragnar Borgedahl”. Progg.se. Arkiverad från originalet den 23 augusti 2010. https://web.archive.org/web/20100823124204/http://www.progg.se/band.asp?ID=35. Läst 15 juni 2012.
4. ↑  ”Hum, hum från Humlegårn”. Swedishcharts.com. http://swedishcharts.com/showitem.asp?interpret=Lars+Winnerb%E4ck+%26+Hovet&titel=Hum+hum+fr%E5n+Humleg%E5rden&cat=s. Läst 15 juni 2012.
5. ↑  Agazzi, Marianne (20 april 2014). ”Slutet på en underbar vänskap”. Svenska Dagbladet. ISSN 1101-2412. https://www.svd.se/a/4e99cd1f-af2f-3173-9f53-7f4cd021f274/slutet-pa-en-underbar-vanskap. Läst 28 november 2024.